# Горки (деревня, городской округ Истра)
Горки — деревня в Букарёвском сельском поселении Истринского района Московской области. Население — 18 чел. (2010).
Горки расположены в 17 км к западу от райцентра Истра, на правом берегу реки Маглуши, высота над уровнем моря 179 м. Известна с середины XVI века. Вблизи деревни находится Истринский полигон ТБО.

## Население
| 2002 | 2006 | 2010 |
| ---- | ---- | ---- |
| 14   | ↗18  | →18  |